# Jean Shepard

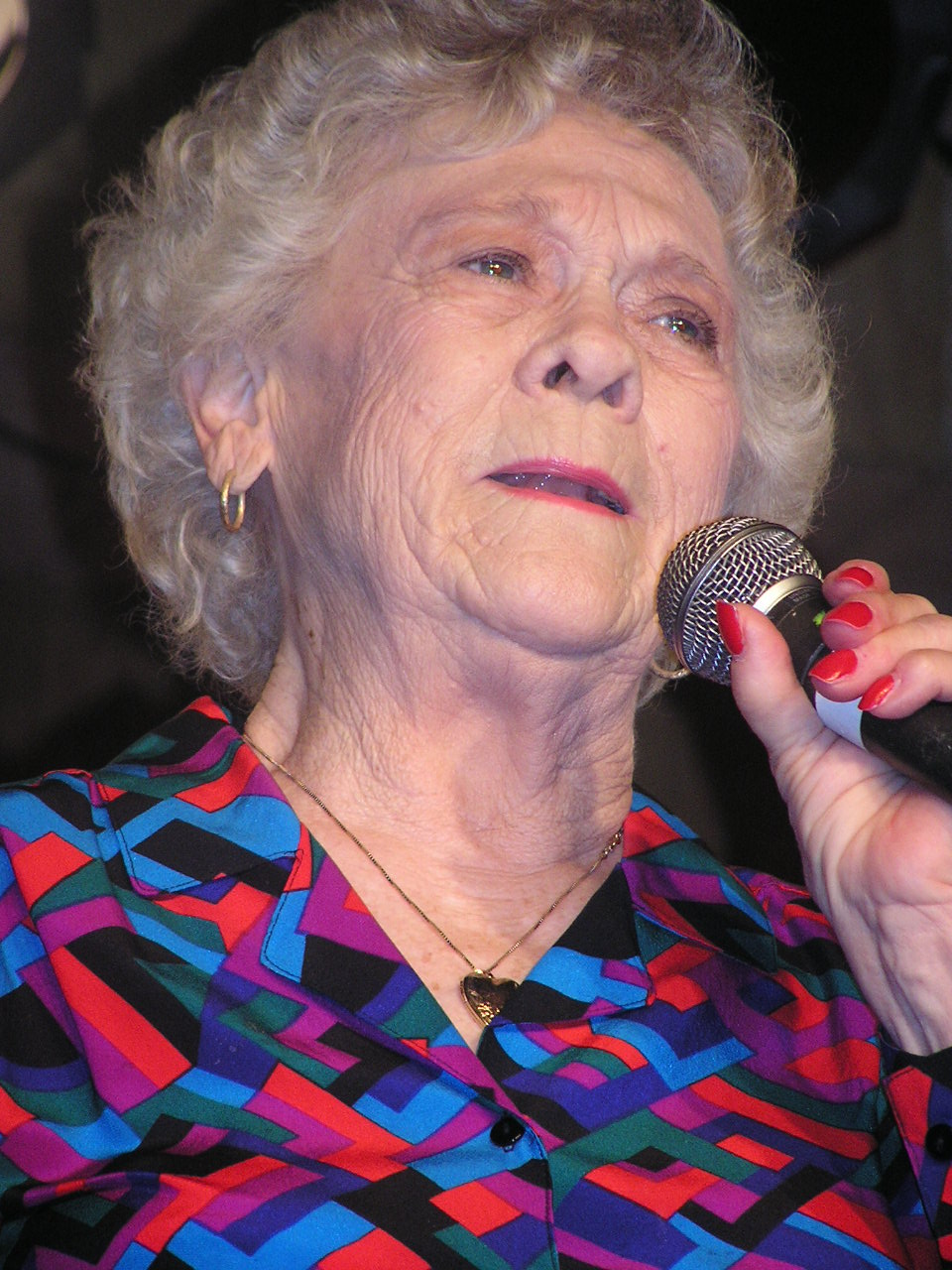
Jean Shepard (2006)

Jean Shepard (geborene Ollie Imogene Shepard; * 21. November 1933 in Pauls Valley, Oklahoma; † 25. September 2016) war eine Countrysängerin mit zahlreichen Hits in den Country-Charts und eine der ersten weiblichen Countrystars, die Mitglied der „Grand Ole Opry“ wurden.

## Karriere
Jean Shepard, in Pauls Valley in Oklahoma als eines von zehn Geschwistern geboren, wuchs in Visalia, Kalifornien, in der Nähe von Bakersfield auf. 1948 war sie Bassistin und Leadsängerin der Mädchenband „The Melody Ranch Girls“. Bei einem der Auftritte der Band wurde sie von Hank Thompson entdeckt, der ihr 1953 einen Schallplattenvertrag bei Capitol Records vermittelte.
Im Februar 1953 erschien ihre erste Single Crying Steel Guitar Waltz (Capitol 2358), die jedoch erfolglos blieb. Ihre zweite Single, die im Juni 1953 veröffentlicht wurde, war ein Duett mit Ferlin Husky mit dem Titel A Dear John Letter (2502), das Platz 16 der US-Pop-Charts erreichte und sich 23 Wochen an die Spitze der Country-Charts hielt. Der Text thematisiert – vor dem Hintergrund des Koreakrieges – den Brief eines Mädchens an einen in Fernost kämpfenden Soldaten, dem sie mitteilt, dass sie inzwischen einen neuen Freund habe. Die im September 1953 veröffentlichte, thematisch verwandte Single Forgive Me Dear (2586), wieder ein Duett mit Ferlin Husky, konnte den Erfolg nicht wiederholen.
Im Verlaufe ihrer mehrere Jahrzehnte umfassenden Karriere gelang es Jean Shephard nach A Dear John Letter im Jahre 1953 nur noch ein einziges Mal, sich in den Pop-Charts zu platzieren, und zwar mit der Single Slippin' Away im Jahre 1973. Dass ihre Karriere auf den Bereich der Countrymusik beschränkt geblieben ist, mag daran gelegen haben, dass sie am traditionellen Countrymusik-Stil der 1950er Jahre festhielt und stets ein starker Honky-Tonk-Einfluss in ihren Aufnahmen zu hören war.
Es dauerte fast zwei Jahre, bevor Jean Shepard sich wieder in den Country-Charts platzieren konnte: 1955 erschienen die Singles Satisfied Mind (3118) und Beautiful Lies (3222), die beide Platz 4 erreichten. Sie wurde im gleichen Jahr als einzige Frau Ensemblemitglied der ersten USA-weit ausgestrahlten Fernsehmusikserie Ozark Jubilee und trat über Jahre regelmäßig in der Show auf. 1956 wurde ihre erste LP veröffentlicht Songs Of A Love Affair (Capitol T-728), die nur neu aufgenommenes und von Shepard komponiertes Material enthielt und keinen bisher als Single erschienenen Titel, von der Songauswahl und -anordnung her eines der ersten Konzeptalben in der Countrymusik.
Von 1956 bis 1957 war Shepard regelmäßiger Gast in der Saturday Network Show Red Foleys und trat in zahlreichen Fernsehshows auf. Im Jahre 1958 wurde sie als dritte Countrysängerin überhaupt Mitglied der Grand Ole Opry, Kitty Wells und Minnie Pearl waren bis dahin die einzigen weiblichen Mitglieder. Zwischen 1956 und 1963 hatte Shepard lediglich zwei kleinere Countryhits: I Want To Go Where No One Knows Me (Platz 18 im Jahre 1958) und Have Heart Will Love (1959 auf Platz 30). Offensichtlich kam ihr Honky-Tonk-Stil in der Zeit, als der Nashville Sound die Countrymusik beherrschte, bei einem breiteren Publikum nicht an, obwohl Cash Box Magazine sie 1959 zur besten weiblichen Countrysängerin gewählt hatte.
Hawkshaw Hawkins, ein bekannter Countrysänger, hatte sie bei der Fernsehserie Ozark Jubilee kennengelernt, auch er gehörte zu dem Gründungsensemble der Show. 1960 heirateten Hawkins und Shephard und lebten, wenn sie nicht auf Tournee waren, auf einer Ranch in der Nähe von Nashville und züchteten Pferde. Am 5. März 1963 kam Hawkins bei einem Flugzeugabsturz bei Camden, Tennessee, das in der Nähe von Nashville liegt, ums Leben. Bei dem Absturz starben auch die Countrystars Patsy Cline und Cowboy Copas.
Die zweite Hälfte der 1960er Jahre war die für Jean Shepard erfolgreichste Periode, denn zwischen 1964 und 1969 konnten sich sieben ihrer Singles in den Top 20 der Country-Charts platzieren. 1964 gelang Shepard ein Comeback mit dem Titel Second Fiddle (To An Old Guitar) (5169), das Platz 5 der Country-Charts erreichte. Ihr Duett mit Ray Pillow I’ll Take The Dog (5633) erreichte 1966 Platz 9, die Nachfolgesingle If Teardrops Were Silver (5681) im gleichen Jahr Platz 10. Ihr letzter Top-10-Hit für Capitol sollte Then He Touches Me (2694) im Jahre 1969 werden.
1973 wechselte Jean Shepard nach 20 Jahren Zugehörigkeit zu Capitol zur Plattenfirma United Artists. Ihre erste Single für United Artists Slippin' Away erreichte Platz 4 der Country-Charts, blieb jedoch ihr letzter großer Erfolg. Zwar nahm sie bis 1977 noch weitere elf Singles für United Artists auf, Hitparadenerfolge blieben aber eher bescheiden. Nach einem kurzen, aber erfolglosen Gastspiel 1978 in Form von zwei Singles für GRT Records erschien ihre letzte Single Too Many Rivers 1981 bei dem Label First Generation Records.

## Diskografie

### Studioalben
| Jahr | Titel                                 | Höchstplatzierung, Gesamtwochen, AuszeichnungChartsChartplatzierungen (Jahr, Titel, Platzierungen, Wochen, Auszeichnungen, Anmerkungen) | Anmerkungen    |
| Jahr | Titel                                 | Country | Anmerkungen    |
| ---- | ------------------------------------- | --- | -------------- |
| 1953 | A Dear John Letter                    | — |                |
| 1955 | This Is Jean Shepard                  | — |                |
| 1956 | Songs Of a Love Affair                | — |                |
| 1958 | The Melody Ranch Girl                 | — |                |
| 1959 | Lonesome Love                         | — |                |
| 1964 | Lighthearted and Blue                 | Country17 (2 Wo.)Country |                |
| 1964 | Dear John                             | — |                |
| 1965 | It’s A Man Everytime                  | Country19 (2 Wo.)Country |                |
| 1966 | I’ll Take The Dog                     | Country11 (16 Wo.)Country | mit Ray Pillow |
| 1966 | Many Happy Hangovers to You           | Country6 (18 Wo.)Country |                |
| 1967 | Heart, We Did All We Could            | Country6 (19 Wo.)Country |                |
| 1967 | Your Forevers Don’t Last Very Long    | Country18 (13 Wo.)Country |                |
| 1968 | A Real Good Woman                     | — |                |
| 1969 | Seven Lonely Days                     | — |                |
| 1970 | A Woman’s Hand                        | — |                |
| 1970 | Here and Now                          | — |                |
| 1971 | Just As Soon As I Get Over Loving You | — |                |
| 1972 | Just Like Walkin’ in the Sunshine     | — |                |
| 1973 | Slippin’ Away                         | Country15 (10 Wo.)Country |                |
| 1974 | I’ll Do Anything It Takes             | — |                |
| 1974 | Poor Sweet Baby                       | — |                |
| 1975 | I’m a Believer                        | — |                |
| 1976 | Mercy, Ain’t Love Good                | — |                |

grau schraffiert: keine Chartdaten aus diesem Jahr verfügbar

### Singles
| Jahr | Titel Album                                                                                    | Höchstplatzierung, Gesamtwochen, AuszeichnungChartplatzierungen (Jahr, Titel, Album, Platzierungen, Wochen, Auszeichnungen, Anmerkungen) | Höchstplatzierung, Gesamtwochen, AuszeichnungChartplatzierungen (Jahr, Titel, Album, Platzierungen, Wochen, Auszeichnungen, Anmerkungen) | Anmerkungen                                           |
| Jahr | Titel Album                                                                                    | US | Country | Anmerkungen                                           |
| ---- | ---------------------------------------------------------------------------------------------- | --- | --- | ----------------------------------------------------- |
| 1953 | Crying Steel Guitar Waltz / Twice The Lovin’ –                                                 | — | — | Erstveröffentlichung: Februar 1953                    |
| 1953 | A Dear John Letter / I’d Rather Die Young A Dear John Letter                                   | US16 (6 Wo.)US | Country1 (23 Wo.)Country | Erstveröffentlichung: Juni 1953 mit Ferlin Husky      |
| 1953 | Forgive Me John / My Wedding Ring –                                                            | — | Country4 (7 Wo.)Country | Erstveröffentlichung: September 1953 mit Ferlin Husky |
| 1954 | Glass That Stands Beside You / Let’s Kiss And Try Again –                                      | — | — | Erstveröffentlichung: Januar 1954                     |
| 1954 | Why Did You Wait? / Two Whoops And A Holler –                                                  | — | — | Erstveröffentlichung: April 1954                      |
| 1955 | Satisfied Mind / Take Possessions This Is Jean Shepard                                         | — | Country4 (22 Wo.)Country | Erstveröffentlichung: Mai 1955                        |
| 1955 | Beautiful Lies / I Thought Of You This Is Jean Shepard                                         | — | Country4 (17 Wo.)Country | Erstveröffentlichung: September 1955                  |
| 1958 | I Want To Go Where Nobody Knows Me / Just Another Girl The Melody Ranch Girl                   | — | Country18 (2 Wo.)Country | Erstveröffentlichung: Oktober 1958                    |
| 1959 | Have Heart, Will Love The Melody Ranch Girl                                                    | — | Country30 (1 Wo.)Country | Erstveröffentlichung: April 1959                      |
| 1964 | Second Fiddle (To An Old Guitar) / Two Little Boys Dear John                                   | — | Country5 (24 Wo.)Country | Erstveröffentlichung: April 1964                      |
| 1965 | A Tear Dropped By The Melody Ranch Girl                                                        | — | Country38 (11 Wo.)Country | Erstveröffentlichung: Januar 1965                     |
| 1965 | Someone’s Gotta Cry The Melody Ranch Girl                                                      | — | Country30 (7 Wo.)Country | Erstveröffentlichung: Juni 1965                       |
| 1966 | Many Happy Hangovers To You / Our Past Is In My Way Many Happy Hangovers To You                | — | Country13 (16 Wo.)Country | Erstveröffentlichung: Januar 1966                     |
| 1966 | I’ll Take The Dog / I’d Fight The World I’ll Take The Dog                                      | — | Country9 (15 Wo.)Country | Erstveröffentlichung: April 1966 mit Ray Pillow       |
| 1966 | If Teardrops Were Silver / Outstanding In Your Field Many Happy Hangovers To You               | — | Country10 (18 Wo.)Country | Erstveröffentlichung: Juli 1966                       |
| 1967 | Heart We Did All That We Could / My Momma Didn’t Raise No Fools Heart We Did All That We Could | — | Country12 (15 Wo.)Country | Erstveröffentlichung: Januar 1967                     |
| 1967 | Your Forevers Don’t Last Very Long Heart We Did All That We Could                              | — | Country17 (12 Wo.)Country | Erstveröffentlichung: Mai 1967                        |
| 1967 | I Don’t See How I Can Make It –                                                                | — | Country40 (8 Wo.)Country | Erstveröffentlichung: September 1967                  |
| 1968 | An Old Bridge A Real Good Woman                                                                | — | Country52 (6 Wo.)Country | Erstveröffentlichung: Februar 1968                    |
| 1968 | A Real Good Woman                                                                              | — | Country36 (8 Wo.)Country | Erstveröffentlichung: Juni 1968                       |
| 1968 | Everyday’s a Happy Day for Fools –                                                             | — | Country62 (6 Wo.)Country | Erstveröffentlichung: Oktober 1968                    |
| 1969 | I’m Tied Around Your Finger –                                                                  | — | Country69 (4 Wo.)Country | Erstveröffentlichung: Mai 1969                        |
| 1969 | Seven Lonely Days / Invisible Tears Seven Lonely Days                                          | — | Country18 (11 Wo.)Country | Erstveröffentlichung: August 1969                     |
| 1969 | Then He Touched Me / Only Mama That’ll Walk The Line A Woman’s Hand                            | — | Country8 (14 Wo.)Country | Erstveröffentlichung: Dezember 1969                   |
| 1970 | A Woman’s Hand                                                                                 | — | Country23 (11 Wo.)Country | Erstveröffentlichung: April 1970                      |
| 1970 | I Want You Free A Woman’s Hand                                                                 | — | Country22 (12 Wo.)Country | Erstveröffentlichung: August 1970                     |
| 1970 | Another Lonely Night Here and Now                                                              | — | Country12 (14 Wo.)Country | Erstveröffentlichung: November 1970                   |
| 1971 | With His Hand in Mine Just as Soon As I Get Over Loving You                                    | — | Country24 (10 Wo.)Country | Erstveröffentlichung: Februar 1971                    |
| 1971 | Just as Soon As I Get Over Loving You                                                          | — | Country55 (2 Wo.)Country | Erstveröffentlichung: September 1971                  |
| 1972 | Safe in These Lovin’ Arms of Mine Just Like Walkin’ in the Sunshine                            | — | Country55 (8 Wo.)Country | Erstveröffentlichung: Januar 1972                     |
| 1972 | Virginia Just Like Walkin’ in the Sunshine                                                     | — | Country68 (4 Wo.)Country | Erstveröffentlichung: Juni 1972                       |
| 1972 | Just Like Walkin’ in the Sunshine                                                              | — | Country46 (10 Wo.)Country | Erstveröffentlichung: August 1972                     |
| 1973 | Slippin’ Away / Think I’ll Go Somewhere And Cry Myself To Sleep Slippin’ Away                  | US81 (6 Wo.)US | Country4 (18 Wo.)Country | Erstveröffentlichung: April 1973                      |
| 1973 | Come on Phone Slippin’ Away                                                                    | — | Country36 (11 Wo.)Country | Erstveröffentlichung: November 1973                   |
| 1974 | At the Time I’ll Do Anything It Takes                                                          | — | Country13 (13 Wo.)Country | Erstveröffentlichung: Februar 1974                    |
| 1974 | I’ll Do Anything It Takes (To Stay with You) I’ll Do Anything It Takes                         | — | Country17 (12 Wo.)Country | Erstveröffentlichung: Juni 1974                       |
| 1974 | Poor Sweet Baby                                                                                | — | Country14 (13 Wo.)Country | Erstveröffentlichung: Oktober 1974                    |
| 1975 | The Tip of My Fingers Poor Sweet Baby                                                          | — | Country16 (13 Wo.)Country | Erstveröffentlichung: Februar 1975                    |
| 1975 | I’m a Believer (In a Whole Lot of Lovin’) I’m a Believer                                       | — | Country49 (10 Wo.)Country | Erstveröffentlichung: August 1975                     |
| 1975 | Another Neon Night I’m a Believer                                                              | — | Country44 (9 Wo.)Country | Erstveröffentlichung: Dezember 1975                   |
| 1976 | Mercy Mercy, Ain’t Love Good                                                                   | — | Country49 (8 Wo.)Country | Erstveröffentlichung: April 1976                      |
| 1976 | Ain’t Love Good Mercy, Ain’t Love Good                                                         | — | Country41 (10 Wo.)Country | Erstveröffentlichung: Juni 1976                       |
| 1976 | I’m Giving You Denver –                                                                        | — | Country74 (7 Wo.)Country | Erstveröffentlichung: Dezember 1976                   |
| 1977 | Hardly a Day Goes By –                                                                         | — | Country82 (5 Wo.)Country | Erstveröffentlichung: April 1977                      |
| 1978 | The Real Thing –                                                                               | — | Country85 (6 Wo.)Country | Erstveröffentlichung: April 1978                      |